# نادین لوینگتون
نادین لوینگتون (انگلیسی: Nadine Lewington؛ متولد ۱۵ اکتبر ۱۹۸۰) یک هنرپیشه انگلیسی است که بیشتر برای بازی در نقش دکتر مدی یانگ در سریال شهر هالبی شناخته شده است.

## اوایل زندگی
او متولد ۱۵ اکتبر ۱۹۸۰ در چلمسفورد، اسکس، دختر بزرگ تونی و سونیا لوینگتون است و یک خواهر به نام وانیا دارد. لوینگتون، در مدرسه اروپایی آنگلو در اینگیتستون شرکت کرد. او سپس در کالج Braintree آموزش دید و در آنجا دیپلم ملی BTEC در هنرهای نمایشی و سپس استودیوی درام دانشگاه میدلسکس در لندن گرفت و در سال ۲۰۰۳ با مدرک کارشناسی درام فارغ‌التحصیل شد.

## زندگی شخصی
او با مایکل مالارکی بازیگر، خواننده و ترانه‌سرا ازدواج کرده است، که دو پسر به نام‌های مارلون (۲۰۱۴) و هوگو (۲۰۱۹) دارند.

## حرفه
لوینگتون نقش مگی در درام تیم رؤیایی و ابی استیل را در سریال امور خانواده ایفا کرده‌است. او در سریال سانحه، کشته در نقش ساشا رایمن در ۲۰ قسمت با عنوان (این یک چیز مرد است) ظاهر شد. در اکتبر ۲۰۰۶، اعلام شد که لوینگتون به عنوان افسر ارشد خانه مدی یانگ به بازیگران درام پزشکی بی‌بی‌سی هالبی سیتی پیوسته‌است. در سال ۲۰۰۹، بازیگر زن هولبی سیتی را ترک کرد و شخصیت او کشته شد. در سال ۲۰۱۰، او نقش اریکا وردون را در سریال پزشکان بی‌بی‌سی بازی کرد. در سال ۲۰۱۲، لوینگتون، در درام ITV لوئیس، نقش لیو نش را در اپیزود روح نابغه بازی کرد. در سال ۲۰۱۶، لوینگتون نقش سوزی، دوست جانا را در مینی سریال آمریکایی مهار بازی کرد. او برای خانه مد Frost French که متعلق به Sadie Frost است، مدل شد.

## فیلم‌شناسی

### فیلم
| نقش       | نام                       | سال  | یادداشت    |
| --------- | ------------------------- | ---- | ---------- |
| اِلی       | همه چیز به موقع           | ۲۰۱۱ | فیلم کوتاه |
| سارا      | لوله لوله: بونسای         | ۲۰۱۲ | فیلم کوتاه |
| سارا      | لوله لوله: دومین قرار اول | ۲۰۱۲ | فیلم کوتاه |
| مادر جوان | تعهد                      | ۲۰۱۴ | فیلم کوتاه |
| اَمبِر      | خاویار بایو               | ۲۰۱۸ |            |
| آنا ویدِر  | بزرگتر                    | ۲۰۱۸ |            |
| جِرالدین   | گل رز سمی                 | ۲۰۱۹ | پس تولید   |

### تلویزیون
| نقش                       | نام                             | سال       | یادداشت                    |
| ------------------------- | ------------------------------- | --------- | -------------------------- |
| اَبی اِستیل                 | امور خانواده                    | ۲۰۰۵      | نقش تکرارشونده؛ ۹ قسمت     |
| سارا ریمن                 | سانحه، کشته                     | ۲۰۰۶      | قسمت: (این یک چیز مرد است) |
| مگی                       | تیم رؤیایی                      | ۲۰۰۶      | قسمت: (مسابقه)             |
| مدی یانگ                  | شهر هالبی                       | ۲۰۰۷–۲۰۰۹ | نقش اصلی؛ ۱۰۰ قسمت         |
| میراندا هَرپِر/ اِریکا وِردون | پزشکان                          | ۲۰۱۰–۲۰۱۴ | نقش مهمان؛ ۲ قسمت          |
| لیو ناش                   | لوئیس                           | ۲۰۱۲      | قسمت: (روح نابغه)          |
| لیزا                      | نامناسب                         | ۲۰۱۲      | قسمت ۴٫۳                   |
| سیندی لاپور               | تلویزیون کیدز تایم              | ۲۰۱۵      |                            |
| آلی پیرس                  | پروژه ماوراء الطبیعه بدون عنوان | ۲۰۱۶      | فیلم تلویزیونی             |
| سوزی                      | مهار                            | ۲۰۱۶      | مینی سریال تلویزیون        |
| رِبِکا نِرس                  | سالم                            | ۲۰۱۶      | قسمت: (مأموران سیاه شب)    |
| جوآنا کِندی بارک           | لور                             | ۲۰۱۷      | قسمت: (جوراب سیاه)         |
| گِرِتا سینا                 | اصیل‌ها                          | ۲۰۱۸      | نقش تکرارشونده؛ ۵ قسمت     |
| کِلِی                       | پروژه کتاب آبی                  | ۲۰۱۹      | قسمت: (فو فیترز)           |
| گرهارت                    | وست‌ورلد                         | ۲۰۲۰      | قسمت: (عدم میدان)          |